# HD 20003 b
HD 20003 b est une exoplanète orbitant autour de l'étoile HD 20003, elle a été découverte en 2011.